# No Devolución
No Devolución es el sexto y último álbum de la banda Thursday. El disco fue lanzado a través de Epitaph Records el 12 de abril de 2011. El estilo musical de No Devolución es una desviación del sonido post-hardcore más tradicional en los registros anteriores del Thursday, y en su lugar explora tonos atmosféricos más oscuros y más.

## Producción
Entró Tarbox Road Studios en Fredonia, Nueva York con el productor Dave Fridmann en julio de 2010. Fridmann había producido previamente anteriores dos álbumes de estudio de la banda: "A City by the Light Divided de 2006 y "Common Existence" de 2009. En un comunicado de prensa para el álbum, el vocalista Geoff Rickly comentó: "Hemos trabajado con Dave Fridmann antes, pero esta es sin duda la más que hemos hecho clic con él." Fridmann también se inspiró en la nueva dirección Jueves estaba tomando su música, y ayudó a la banda en la toma de su música a nuevas áreas
Thursday entró en el estudio sin ningún demos e impulsivamente escribió No Devolución en el acto. Dentro de una semana, la banda tenía un álbum completo escrito - un marco de tiempo reduce drásticamente para el jueves ya que sus discos anteriores habían tomado entre seis meses y un año para componer. En un esfuerzo por "[mantener] las canciones más fresco", la grabación se realizó en varios períodos de dos semanas con un mes de descanso entre canción de cierre de sessions.The álbum "Stay True" fue una canción de calentamiento improvisado estudio basado alrededor de una guitarra parte. Cada día una nueva variante de la canción instrumental se realizó y grabó en vivo.

## Promoción
A principios de 2011, Thursday una gira por Norteamérica con Underoath. El recorrido se cumplió el décimo aniversario de su segundo álbum de estudio Full Collapse , que fue realizado en su totalidad en todas las fechas en la celebración. A 7 "split single de vinilo que ofrece de Underoath "Paper Lung" de su álbum de 2010 Ø (desambiguación) y "Past and Future Ruins" del jueves de su No Devolución fue lanzado como un elemento-tour exclusivo en cantidades limitadas. también durante esta gira, Thursday realizó un concurso en el que seis ganadores fueron elegidos por fecha de la gira para previsualizar seleccione canciones de No Devolución.

## Lista de canciones
Toda la música por Thursday, todas las letras de Geoff Rickly.
1. "Fast to the End" – 3:21
2. "No Answers" – 4:53
3. "A Darker Forest" – 3:40
4. "Sparks Against the Sun" – 4:47
5. "Open Quotes" – 2:55
6. "Past and Future Ruins" – 4:15
7. "Magnets Caught in a Metal Heart" – 3:42
8. "Empty Glass" – 4:59
9. "A Gun in the First Act" – 5:02
10. "Millimeter" – 2:48
11. "Turnpike Divides" – 4:54
12. "Stay True" – 7:53

## Créditos
- Geoff Rickly - voces
- Tom Keeley - guitarra, voces
- Steve Pedulla - guitarra, voces
- Tim Payne  - bajo
- Tucker Rule - batería

- Datos: Q10726346